# Frederico Chaves Guedes
Frederico Chaves Guedes, bedre kendt som Fred (født 3. oktober 1983 i Teófilo Otoni) er en brasiliansk fodboldspiller, der spiller i Cruzeiro. Han har tidligere i karrieren spillet for blandt andet Olympique Lyon i Frankrig, samt andre braslianske storhold, Fluminense og Atlético Mineiro.
Fred har desuden spillet mange år på det brasilianske landshold, som han blandt andet repræsenterede ved VM i 2014 på hjemmebane, hvor holdet sluttede på fjerdepladsen.